# Ambasada Szwajcarii w Polsce

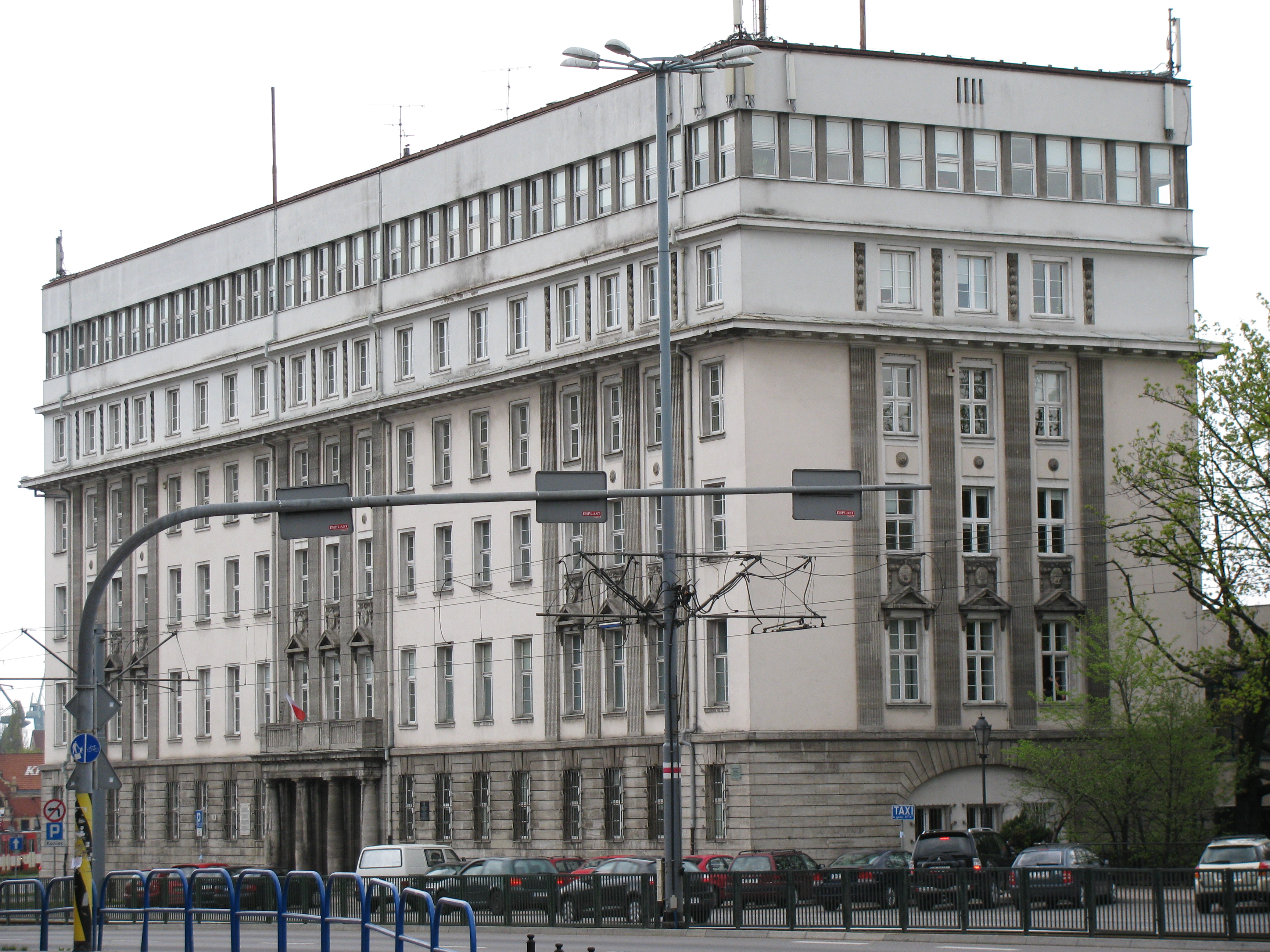
Dawny Dom Partii – b. siedziba m.in. konsulatu Szwajcarii w Gdańsku przy Elisabethwall, obecnie Wałach Jagiellońskich (1933−1939)

Ambasada Szwajcarii w Polsce, Ambasada Konfederacji Szwajcarskiej (niem. Schweizerische Botschaft in Polen, fr. Ambassade de Suisse en Pologne, wł. Ambasciata di Svizzera in Polonia) – szwajcarska placówka dyplomatyczna mieszcząca się w Warszawie w Al. Ujazdowskich 27.

## Podział organizacyjny
W skład przedstawicielstwa wchodzą:
- Swiss Business Hub
- Przedstawicielstwo Switzerland Tourism
- Mediateka Szwajcarska
- Biuro Szwajcarsko-Polskiego Programu (niem. Büro der Erweiterungsbeitrag)
- Biuro Ambasady Szwajcarii w Mińsku (niem. Büro der Schweizerischen Botschaft, Minsk)

## Siedziba

### Przed I wojną światową
W okresie porozbiorowym, a przed I wojną światową od 1875 Szwajcaria utrzymywała w Warszawie konsulat, który mieścił się przy ul. Świętokrzyskiej 1 róg ul. Nowy Świat (1877–1884), kamienica obecnie nie istnieje, ul. Nowy Świat 61 (1885), ul. Świętokrzyskiej 1 (–1888), ul. Senatorskiej 35 (1890–1897), w kamienicy braci Zamboni z 1894 przy ul. Marszałkowskiej 127 (1900–1905), obecnie nie istnieje, ul. Marszałkowskiej 129 (1908–1909), obecnie nie istnieje, ul. Marszałkowskiej 127 (1911), ul. Wilczej 65 (1912–1913), w międzyczasie podniesiony do rangi konsulatu generalnego.

### W okresie międzywojennym
Stosunki dyplomatyczne nawiązano w 1919. Po odrodzeniu Rzeczypospolitej przedstawicielstwo tego kraju funkcjonowało przy ul. Hożej 48 (jako konsulat w latach 1919–1921 oraz poselstwo 1921–1922), następnie przy ul. Nowo-Senatorskiej 2, obecnie ul. Moliera (1923) i ul. Smolnej 25 (1923–1939), obecnie nie istnieje.
Funkcjonowały też konsulaty:
- w Łodzi (1937–1940),
- w Wolnym Mieście Gdańsku (1926–1940), który początkowo umiejscowiono przy Am Holzraum 21 (1927–1931), obecnie zachowała się częściowo jako ul. Nowomiejska/Jaracza a sam budynek nie zachował się, następnie w budynku Gdańskiego Towarzystwa Ubezpieczeń od Ognia (Danziger Feuersocietät) przy Elisabethwall 9 (1933–1939), ob. Wały Jagiellońskie 36.

### Po II wojnie światowej
W 1945 interesy Szwajcarii w Polsce reprezentowała ambasada Francji, pod koniec którego rząd Szwajcarii otworzył w Warszawie poselstwo. W latach 1948–1950 mieściło się w budynku firmy Roche z 1933 (proj. Romuald Gutt) przy ul. Rakowieckiej 19. Poseł rezydował przy ul. Chocimskiej 3 (1948). W 1958 podniesiono je do rangi ambasady. Następnie w budynku mieściły się ambasady – Holandii (1964–1990), i Danii (1996–2006), obecnie Turcji (2017-). Od 1950 ambasada Szwajcarii ma swoją siedzibę w pałacyku Wilhelma Ellisa Raua w Al. Ujazdowskich 27.
Szwajcaria utrzymywała też konsulaty:
- w Katowicach (1946–1949),
- agencję konsularną w Gdańsku, z siedzibą w sopockim Grand Hotelu (1947–1949).